# Elatostema glaucescens
Elatostema glaucescens es una especie de planta del género Elatostema, perteneciente a la familia Urticaceae.

## Taxonomía
Elatostema glaucescens fue descrita por Hugh Algernon Weddell en 1856.

## Distribución
Se encuentra en el territorio de Filipinas.